# Welington Pereira Rodrigues
Welington Pereira Rodrigues, genannt Gum (* 4. Januar 1986 in São Paulo), ist ein brasilianischer Fußballspieler. Der Rechtsfuß spielt vorwiegend in der Innenverteidigung.

## Karriere
Gum ist ein Spieler, welcher seine Laufbahn beim Marília AC begann. Nach verschiedenen Leihgeschäften kam der Spieler 2009 zum Fluminense FC. Mit diesem konnte Gum diverse Titel gewinnen, u. a. die brasilianische Meisterschaft 2010 und 2012. Anfang 2019 verließ Gum den Klub und unterzeichnete einen neuen Vertrag bei Chapecoense.
Im Februar 2020 wurde Gum beim Criciúma EC als neuer Spieler angekündigt. Mit diesem sollte er u. a. in der Série C 2020 antreten. Im Zuge der medizinischen Untersuchung erhielt Gum ein Angebot des Clube de Regatas Brasil, welcher im Möglichkeit bot in der Campeonato Brasileiro Série B 2020 aufzulaufen. Im August gewann Gum mit CRB die Staatsmeisterschaft von Alagoas 2020. Bei CRB blieb er bis Jahresende 2023. Im Juli 2024 gab er seinen offiziellen Rücktritt vom Profisport bekannt.

## Erfolge
Ponte Preta
- Campeonato Paulista do Interior: 2009

Fluminense
- Campeonato Brasileiro de Futebol: 2010, 2012
- Taça Guanabara: 2012, 2017
- Staatsmeisterschaft von Rio de Janeiro: 2012
- Primeira Liga do Brasil: 2016

CRB
- Staatsmeisterschaft von Alagoas: 2020, 2022